# Hisashi Miyazaki
Hisashi Miyazaki (宮崎 久, Miyazaki Hisashi, né le 19 mars 1981) est un athlète japonais spécialiste du sprint. 

## Biographie

### Palmarès
| Date | Compétition                   | Lieu              | Résultat | Épreuve   | Performance |
| ---- | ----------------------------- | ----------------- | -------- | --------- | ----------- |
| 2000 | Championnats du monde juniors | Santiago du Chili | 3e       | 4 x 100 m | 39 s 47     |
| 2002 | Jeux asiatiques               | Busan             | 2e       | 4 x 100 m | 38 s 90     |
| 2003 | Championnats du monde         | Paris             | 6e       | 4 x 100 m | 39 s 05     |

### Records
| Épreuve    | Performance | Lieu        | Date                    |
| ---------- | ----------- | ----------- | ----------------------- |
| 100 mètres | 10 s 28     | Kurume Mito | 29 juin 1997 6 mai 2002 |
| 200 mètres | 20 s 53     | Yokohama    | 6 juin 2003             |